# Rhacochelifer caucasicus
Espèce
Synonymes
- Chernes caucasicus Daday, 1889

Rhacochelifer caucasicus est une espèce de pseudoscorpions de la famille des Cheliferidae.

## Distribution
Cette espèce est endémique d'Azerbaïdjan. Elle se rencontre vers Qusar.

## Étymologie
Son nom d'espèce lui a été donné en référence au lieu de sa découverte, le Caucase.

## Publication originale
- Daday, 1889 : Adatok a Kaukázus álskorpió-faunájának ismeretéhez. Természetrajzi Füzetek, vol. 12, p. 16-22.